# Ceratosolen arabicus
Ceratosolen arabicus Mayr, 1906, è un insetto imenottero della famiglia Agaonidae.
È l'insetto impollinatore di Ficus sycomorus e Ficus mucuso.